# رنگرزی صنعتی

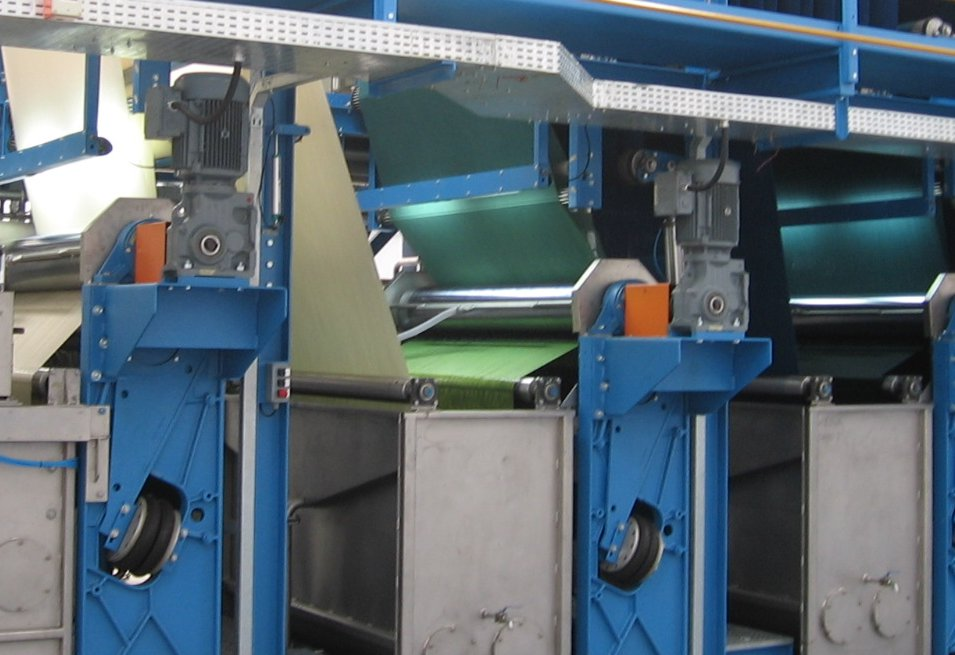
یک دستگاه رنگرزی

رنگرزی صنعتی به عملیات رنگرزی گفته می‌شود که در کارخانجات و کارگاه‌های رنگرزی و به وسیله ماشین‌های رنگرزی انجام می‌شود. ماشین‌های رنگرزی نخستین از وسایل بسیار ساده‌ای تشکیل می‌شدند ولی به مرور زمان پیشرفت‌های قابل ملاحظه‌ای در این صنعت به وجود آمد و برای رنگرزی، ماشین‌های مدرن و خودکار ساخته شدند.
به عنوان مثال امروزه در صنعت نساجی، ماشین رنگرزی ژیگر هوایی به دلیل سرعت عمل بالاتر، مصرف رنگ کمتر و همچنین کیفیت مرغوب تر، کاربرد بیشتری پیدا کرده‌است.